# Estuariene poliepvlo
De estuariene poliepvlo (Incisocalliope aestuarius) is een vlokreeftensoort uit de familie van de Pleustidae. De wetenschappelijke naam van de soort werd in 1973 voor het eerst geldig gepubliceerd door Watling & Maurer als Parapleustes aestuarius.

## Beschrijving
Het lichaam van volwassen estuariene poliepvlooïen, tot circa 11 mm groot, is halfdoorschijnend met een rugpatroon bestaande uit donkere strepen en vlekken, opgebouwd uit bruine, groenachtige en crèmekleurige korreltjes.

## Verspreiding
De estuariene poliepvlo komt inheems voor in riviermondingen langs de Amerikaanse Atlantische kust (tussen Delaware en Georgia). Via schepen, door aanhechting aan de romp of in het ballastwater, werd deze soort geïntroduceerd in Europa, waarbij deze enkel nog voorkomt in België en Nederland (Westerschelde en Noordzeekanaal) . Deze vlokreeft komt alleen voor in het brakke water van estuaria. Opmerkelijk is dat de soort in de Westerschelde bijna uitsluitend voorkomt in associatie met hydroïdpoliepen (zoals de gedraaide zeedraad), een leefomgeving die nauwelijks door inheemse vlokreeften wordt benut.